# Elisabeth Conrady
Elisabeth Conrady (* 11. Januar 1937 in Klein Giesen) ist eine deutsche Politikerin (SPD). Sie war von 1998 bis 2003 Abgeordnete im Landtag von Niedersachsen.
Conrady besuchte die Volksschule in Langenhagen und danach eine Handelsschule im benachbarten Duderstadt. Von 1953 bis 1959 arbeitete sie in einem Handwerksbetrieb als Buchhaltern. Danach war sie von 1960 bis 1994 bei der Firma Bosch in Hildesheim tätig. Dort war sie ab 1974 Betriebsrätin und als solche von 1984 bis zu ihrem Eintritt in den Vorruhestand 1994 freigestellt.
Conrady gehörte ab 1985 der SPD an. Ab 1991 war sie im Rat der Stadt Hildesheim und ab 1996 war sie erste Bürgermeisterin dieser Stadt. Bei der Landtagswahl 1998 wurde sie durch ein Direktmandat im Wahlkreis 31 Hildesheim in den Landtag gewählt, dem sie bis 2003 angehörte.